# Frédéric-Christian Ier de Schleswig-Holstein-Sonderbourg-Augustenbourg
Frédéric Christian Ier de Schleswig-Holstein-Sonderbourg-Augustenbourg, (en allemand Friedrich Christian Ier von Schleswig-Holstein-Sonderburg-Augustenburg), né le 6 avril 1721, décédé le 13 novembre 1794.
Il est duc de Schleswig-Holstein-Sonderbourg-Augustenbourg de 1754 à 1794.

## Famille
Fils de Christian-Auguste de Schleswig-Holstein-Sonderbourg-Augustenbourg et de Frédérique Louise Danneskjold.

### Mariage et descendance
Le 26 mai 1762, Frédéric-Christian Ier de Schleswig-Holstein-Sonderbourg-Augustenbourg épouse Charlotte Amélie Wilhelmine de Schleswig-Holstein-Sonderbourg-Plön (1744-1764), fille de Frédéric-Charles de Schleswig-Holstein-Plön.
Sept enfants sont nés de cette union :
- Louise (1763-1764) ;

- Louise (1764-1815) ;

- Frédéric-Christian II de Schleswig-Holstein-Sonderbourg-Augustenbourg ;

- Frédéric (1767-1841), en 1801, il épouse Sophie von Scheel (1776-1836), dont postérité ;

- Charles-Auguste de Suède (1768-1810), prince héritier de Suède ;

- Sophie (1769-1769) ;

- Charles (1770-1771).

## Biographie
Frédéric Christian de Schleswig-Holstein-Sonderbourg-Augustenbourg succède à son père en 1754. En 1809, son  quatrième fils, Christian de Schleswig-Holstein-Sonderbourg-Augustenbourg est adopté par Charles XIII de Suède pour lui succéder. Le duc meurt en 1810, Charles XIII de Suède adopte Jean-Baptiste Bernadotte (Charles XIV de Suède).

## Généalogie
Frédéric Christian Ier de Schleswig-Holstein-Sonderbourg-Augustenbourg appartient à la première branche de la Maison de Schleswig-Holstein-Sonderbourg issue de la première branche de la Maison d'Oldenbourg. Cette lignée s'éteignit en 1931 au décès de Albert de Schleswig-Holstein.